# Teodor Schauman
Oskar Teodor Schauman, född 13 oktober 1849 i Helsingfors, död 11 mars 1931 i Borgå, var en finländsk officer. Han var farbror till Sigrid och Eugen Schauman. 
Schauman utexaminerades från Finska kadettkåren 1868 och tjänstgjorde därefter i Ryssland. Han blev 1889 kommendör för Finska dragonregementet, som nyupprättats i Villmanstrand och som han gjorde till en mönstertrupp. Han var på sin tid mycket omtalad för att i samband med soldaternas edsavläggelse uttryckligen ha framhållit sitt motstånd mot Nikolaj Bobrikov, genom vars ingripande han blev avskedad i förtid 1901. Han blev generalmajor 1919.

## Utmärkelser
- Kommendörstecknet av Finlands Vita Ros’ orden,  16 maj 1919[3]

[Redigera Wikidata]